# Conteúdo canadense
A política de conteúdo canadense (em inglês, Canadian content; em francês, Contenu cannadien) é uma política pública da Comissão de Radiodifusão e Telecomunicações Canadenses que exige que as emissoras de rádio e televisão do Canadá (incluindo canais a cabo e via satélite) transmitam uma determinada porcentagem de um produto que foi pelo menos parcialmente escrito, produzido, executado ou criado de outra forma por um canadense.
Alguns outros países, como a Austrália e França, também possuem um sistema de cotas semelhante.  O maior impulsionador de tal sistema no Canadá era o receio de que, sem regulamentação governamental, a cultura de massa canadense fosse absorvida pela cultura dos vizinhos Estados Unidos. Os críticos de tal política a comparam ao protecionismo.[carece de fontes?]